# Антарес (Аризона)
Антарес (англ. Antares) — переписна місцевість (CDP) в США, в окрузі Могаве штату Аризона. Населення — 132 особи (2020).

## Географія
Антарес розташований за координатами 35°25′23″ пн. ш. 113°48′30″ зх. д. / 35.42306° пн. ш. 113.80833° зх. д. (35.422991, -113.808288).  За даними Бюро перепису населення США в 2010 році переписна місцевість мала площу 1,68 км², уся площа — суходіл.

## Демографія
Згідно з переписом 2010 року, у переписній місцевості мешкало 126 осіб у 66 домогосподарствах у складі 32 родин. Густота населення становила 75 осіб/км².  Було 95 помешкань (57/км²).
Расовий склад населення:
| - 83,3 % — білих - 4,8 % — корінних американців - 1,6 % — азіатів - 0,8 % — вихідців з тихоокеанських островів - 3,2 % — осіб інших рас |

До двох чи більше рас належало 6,3 %. Частка іспаномовних становила 11,1 % від усіх жителів.
За віковим діапазоном населення розподілялося таким чином: 7,1 % — особи молодші 18 років, 59,6 % — особи у віці 18—64 років, 33,3 % — особи у віці 65 років та старші. Медіана віку мешканця становила 56,4 року. На 100 осіб жіночої статі у переписній місцевості припадало 110,0 чоловіків;  на 100 жінок у віці від 18 років та старших — 108,9 чоловіків також старших 18 років.
Середній дохід на одне домашнє господарство  становив 32 315 доларів США (медіана — 25 417), а середній дохід на одну сім'ю — 28 538 доларів (медіана — 25 417). За межею бідності перебувало 40,7 % осіб, у тому числі 100,0 % дітей у віці до 18 років та 26,8 % осіб у віці 65 років та старших.
Цивільне працевлаштоване населення становило 30 осіб. Основні галузі зайнятості: транспорт — 53,3 %, роздрібна торгівля — 13,3 %, мистецтво, розваги та відпочинок — 13,3 %.